# Nội Á
Nội Á đề cập đến khu vực trong Đông Á và Bắc Á ngày nay là một phần của Tây Trung Quốc, Mông Cổ và phía đông Nga. Nó trùng lặp với một số định nghĩa về Trung Á, chủ yếu là những khu vực lịch sử, nhưng một số khu vực nhất định của Nội Á (như Đông Bắc Trung Quốc) không được coi là một phần của Trung Á theo bất kỳ định nghĩa nào của nó. Nội Á có thể được coi là "biên giới" của Trung Quốc và bị giới hạn bởi Đông Á, bao gồm Trung Quốc, Nhật Bản và bán đảo Triều Tiên.
Phạm vi của Nội Á đã được nhìn thấy khác nhau trong các thời kỳ khác nhau. "Nội Á" đôi khi trái ngược với "Trung Quốc bản thổ", nghĩa là các tỉnh nguyên thủy, những tỉnh có đa số dân cư Hán Trung. Năm 1800, nó bao gồm bốn khu vực chính là Mãn Châu (Đông Bắc Trung Quốc hiện đại và Mãn Châu ngoài), Mông Cổ (Nội và Bên ngoài), Tân Cương và Tây Tạng. Những khu vực này gần đây đã bị chinh phục bởi triều đại nhà Thanh nhưng bị chi phối thông qua cấu trúc hành chính khác nhau không phải là tỉnh thường xuyên trong hầu hết thời kỳ nhà Thanh. Cơ quan chính phủ nhà Thanh được gọi là Lifan Yuan được thành lập để giám sát khu vực Nội Á của đế chế.